# سدیانکووتسی
سدیانکووتسی (به بلغاری: Sedyankovtsi) یک منطقهٔ مسکونی در بلغارستان است که در شهرستان گابروو واقع شده‌است.